# ناحیه أولاد جلال
ناحیه أولاد جلال (به عربی: دائرة أولاد جلال) یک ناحیه در الجزایر است که در استان بسکره واقع شده‌است.